# Prosthechea suzanensis
Prosthechea suzanensis är en orkidéart som först beskrevs av Frederico Carlos Hoehne, och fick sitt nu gällande namn av Wesley Ervin Higgins. Prosthechea suzanensis ingår i släktet Prosthechea och familjen orkidéer. Inga underarter finns listade i Catalogue of Life.